# Мола дел Лаго (Фрозиноне)
Мола дел Лаго је насеље у Италији у округу Фрозиноне, региону Лацио.
Према процени из 2011. у насељу је живело 120 становника. Насеље се налази на надморској висини од 224 м.